# Komet (Kovrovsk)
Komet is een historisch merk van motorfietsen.
De Komet was een 500 cc boxermotor uit de Sovjet-Unie die alleen voor wedstrijddoeleinden werd gebruikt. 
In feite was het een perfecte kopie van de BMW 500 cc-wegracers uit de jaren dertig, maar de Komet verscheen pas in de jaren vijftig. Onder de naam Komet K 125 werd ook een kopie van de DKW RT 125 gemaakt (zie K). De Komet-fabriek stond in Kovrovsk, dat tegenwoordig in Wit-Rusland ligt.
In Dresden was ook ooit een merk met deze naam gevestigd, zie Komet (Dresden).